# Pascale Toussaint
Pascale Toussaint
Pascale Toussaint, née le 25 février 1960 à Bruxelles en Belgique, est une écrivaine belge de langue française.

## Biographie
Après des études de philologie romane et une formation aux métiers du livre, elle a commencé sa carrière en enseignant le français à Taza, au Maroc. Elle a ensuite enseigné la langue et la littérature française à Bruxelles.
Elle habite, avec son mari et ses deux enfants, la maison de Louis Scutenaire, poète surréaliste belge, ce qui fera l'objet de son premier roman, J'habite la maison de Louis Scutenaire.

## Œuvres

### Romans
- J'habite la maison de Louis Scutenaire, Éditions Weyrich, 2013[1]
- Un poème à vingt francs, Zellige, 2015[2]
- Audrey H., Samsa, 2017[3]
- Une sœur, Onlit, 2021[4]

### Anthologies
- C’est trop beau ! trop ! Cinquante écrivains belges. Anthologie thématique, Samsa, 2015[5]
  - Accompagnée d’un cahier pédagogique disponible en ligne chez l’éditeur.
- Rions, il pleut, Samsa, 2024

### Poésie
- Des lilas des orages, Samsa, 2021[6].

### Autres
- Dossier pédagogique du roman de Louis Scutenaire, Les vacances d'un enfant, Espace Nord, à paraître en 2024.
- Dossier pédagogique du roman de Paul Willems, Blessures, Espace Nord, 2024.
- Marie-Thérèse Bodart, romancière, in La Tribu Bodart-Richter, collection "Archives du futur", 2023.
- Préface de la réédition du roman de Marie-Thérèse Bodart, Le Mont des Oliviers (1956), Éditions Samsa, 2022.
- Dossier pédagogique du roman de Corinne Hoex, Le Grand Menu, Espace Nord, 2020.
- Dossier pédagogique du roman d’André Baillon, Histoire d’une Marie (en lien avec Keetje de Neel Doff), Espace Nord, 2018.